# Spring Valley (Arizona)
Spring Valley es un lugar designado por el censo ubicado en el condado de Yavapai en el estado estadounidense de Arizona. En el Censo de 2010 tenía una población de 1148 habitantes y una densidad poblacional de 41,89 personas por km².

## Geografía
Spring Valley se encuentra ubicado en las coordenadas 34°21′11″N 112°9′5″O / 34.35306, -112.15139. Según la Oficina del Censo de los Estados Unidos, Spring Valley tiene una superficie total de 27.4 km², de la cual 27.4 km² corresponden a tierra firme y (0%) 0 km² es agua.

## Demografía
Según el censo de 2010, había 1.148 personas residiendo en Spring Valley. La densidad de población era de 41,89 hab./km². De los 1.148 habitantes, Spring Valley estaba compuesto por el 93.55% blancos, el 0.96% eran afroamericanos, el 1.31% eran amerindios, el 0.09% eran asiáticos, el 0% eran isleños del Pacífico, el 1.57% eran de otras razas y el 2.53% pertenecían a dos o más razas. Del total de la población el 8.28% eran hispanos o latinos de cualquier raza.